# 1991 en science-fiction
| Années de la science-fiction : 1988 - 1989 - 1990 - 1991 - 1992 - 1993 - 1994    |
| Décennies de la science-fiction : 1960 - 1970 - 1980 - 1990 - 2000 - 2010 - 2020 |

L'année 1991 a été marquée, en matière de science-fiction, par les événements suivants.

## Naissances et décès

### Décès
- 23 mai : Fernand François, écrivain français, mort à 91 ans.
- 12 octobre : Arcadi Strougatski, écrivain soviétique, né en 1925, mort à 66 ans.

## Prix

### Prix Hugo
- Roman : Miles Vorkosigan (The Vor Game) par Lois McMaster Bujold
- Roman court : Le Vieil Homme et son double (The Hemingway Hoax) par Joe Haldeman
- Nouvelle longue : La Manamouki (The Manamouki) par Mike Resnick
- Nouvelle courte : Les ours découvrent le feu (Bears Discover Fire) par Terry Bisson
- Livre non-fictif : Comment écrire de la Fantasy et de la Science-fiction (How to Write Science Fiction and Fantasy) par Orson Scott Card
- Film ou série : Edward aux mains d'argent, réalisé par Tim Burton
- Éditeur professionnel : Gardner Dozois
- Artiste professionnel : Michael Whelan
- Magazine semi-professionnel : Locus, dirigé par Charles N. Brown
- Magazine amateur : Lan's Lantern (George Laskowski, éd.)
- Écrivain amateur : Dave Langford
- Artiste amateur : Teddy Harvia
- Prix Campbell : Julia Ecklar
- Prix spécial : Andrew I. Porter pour des années d'excellence dans l'édition de chroniques de science-fiction
- Prix spécial : Elst Weinstein pour avoir commencé et continué Hogus

### Prix Nebula
- Roman : Stations des profondeurs (Stations of the Tide) par Michael Swanwick
- Roman court : L'une rêve et l'autre pas (Beggars in Spain) par Nancy Kress
- Nouvelle longue : Chien d'aveugle par Mike Conner
- Nouvelle courte : Ma Qui (Ma Qui) par Alan Brennert
- Prix Ray Bradbury : James Cameron, Terminator 2 : le Jugement dernier (Terminator 2 - Judgment Day)
- Grand maître : Lester del Rey

### Prix Locus
- Roman de science-fiction : La Chute d'Hypérion (The Fall of Hyperion) par Dan Simmons
- Roman de fantasy : Tehanu (Tehanu: The Last Book of Earthsea) par Ursula K. Le Guin
- Roman de dark fantasy ou d'horreur : Le Lien maléfique (The Witching Hour) par Anne Rice
- Premier roman : In the Country of the Blind par Michael F. Flynn
- Roman court : A Short, Sharp Shock par Kim Stanley Robinson
- Nouvelle longue : Le Lit de l’entropie à minuit (Entropy's Bed at Midnight) par Dan Simmons
- Nouvelle courte : Les ours découvrent le feu (Bears Discover Fire) par Terry Bisson
- Recueil de nouvelles : Portulans de l'imaginaire (Maps in a Mirror: The Short Fiction of Orson Scott Card) par Orson Scott Card
- Anthologie : The Year's Best Science Fiction: Seventh Annual Collection par Gardner Dozois, éd.
- Livre non-fictif : Science Fiction Writers of America Handbook par Kristine Kathryn Rusch et Dean Wesley Smith, éds.
- Éditeur : Gardner Dozois
- Magazine : Asimov's Science Fiction
- Maison d'édition : Tor Books / St. Martin's
- Artiste : Michael Whelan

### Prix British Science Fiction
- Roman : La Chute d'Hypérion (The Fall of Hyperion) par Dan Simmons
- Fiction courte : Mauvais Timing (Bad Timing) par Molly Brown

### Prix Arthur-C.-Clarke
- Lauréat : Le Pays de Cocagne (Take Back Plenty) par Colin Greenland

### Prix E. E. Smith Memorial
- Lauréat : David A. Cherry

### Prix Theodore-Sturgeon
- Lauréat : Les ours découvrent le feu (Bears Discover Fire) par Terry Bisson

### Prix Lambda Literary
- Fiction spéculative : Gossamer Axe par Gael Baudino (en)

### Prix Seiun
- Roman japonais : Hybrid Child par Mariko Ōhara

### Grand prix de l'Imaginaire
- Roman francophone : Rivage des intouchables par Francis Berthelot
- Nouvelle francophone : Extra-muros par Raymond Milési

### Prix Kurd-Laßwitz
- Roman germanophone : Carl Amery, Das Geheimnis der Krypta

## Parutions littéraires

### Romans
- Les Jardins de Rama par Arthur C. Clarke et Gentry Lee.
- Le Printemps russe par Norman Spinrad.

## Sorties audiovisuelles

### Films
- Delicatessen par Marc Caro et Jean-Pierre Jeunet.
- Les Folles Aventures de Bill et Ted par Peter Hewitt.
- Jusqu'au bout du monde par Wim Wenders.
- Simple mortel par Pierre Jolivet.
- Scanners 2 : The New Order par Christian Duguay.
- Scanners 3 : The Takeover par Christian Duguay.
- Star Trek 6 : Terre inconnue par Nicholas Meyer.
- Terminator 2 : Le Jugement dernier par James Cameron.

### Téléfilms
- K 2000 : La Nouvelle Arme par Alan J. Levi.